# R-ace GP
A R-ace GP é uma equipe francesa criada em 2011 que está envolvida em muitas áreas do automobilismo, especificamente as que envolvem a Renault. A equipe atualmente participa dos campeonatos de Fórmula Regional Europeia, de Fórmula Regional Asiática, de Fórmula Regional do Oriente Médio‎, de Fórmula 4 Italiana e da ADAC Fórmula 4.